# جائحة فيروس كورونا في ولاية واشنطن 2020
ظهرت أول حالة من الجائحة العالمية لمرض فيروس كورونا 2019 (كوفيد-19) والذي يحدث بسبب فيروس كورونا 2 المرتبط بالمتلازمة التنفسية الحادة الشديدة (SARS-CoV-2) في ولاية واشنطن في 21 يناير 2020، سجلت ولاية واشنطن أول حالة وفاة مؤكدة في الولايات المتحدة في 29 فبراير 2020 وفي 26 فبراير 2020 أعلنت عن ثاني حالة وفاة بسبب فيروس كورونا 2019، حتي منتصف مارس كان لولاية واشنطن أكبر عدد من الحالات المؤكدة وأعلى عدد للفرد في الولايات المتحدة. في 16 مارس 2020 أصبحت ولاية نيويورك تمتلك أكبر عدد من الحالات المؤكدة يليها ولاية واشنطن. في 20 مارس 2020 أصبحت ولاية واشنطن تمتلك أكبر عدد من الوفيات في الولايات ب 83 حالة وفاة مؤكدة، أغلب الوفيات من سكان دار رعاية المسنين في كيركلاند، وهي ضاحية تقع شرق سياتل في مقاطعة كينغ.

## خلفية
في 12 يناير 2020، أكدت منظمة الصحة العالمية عن ظهور فيروس كورونا المستجد كسبب للمرض التنفسي الذي أصاب مجموعة من الأشخاص في مدينة ووهان، مقاطعة خوبي، الصين، إذ أُبلغ عنهم إلى منظمة الصحة العالمية في 31 ديسمبر 2019. كانت نسبة الوفيات بين الحالات المُشخصة بكوفيد-19 أقل بكثير من جائحة فيروس سارس في عام 2003، لكن انتقال العدوى كان أكبر، والوفيات أيضًا.